# Davide De Pretto
Davide De Pretto (Thiene, 19 april 2002) is een Italiaans wielrenner die in 2024 prof werd bij Team Jayco AlUla.

## Carrière
Als junior combineerde De Pretto het wegwielrennen met het veldrijden. In het veld won hij in het seizoen 2019-2020 de koersen in Saccolongo, Milaan en Faè, alvorens in Schio ook de nationale titel op zijn naam te schrijven. Op de weg behaalde De Pretto als junior en belofte meerdere overwinningen en ereplaatsen in met name Italiaanse eendagskoersen. Op het Europese kampioenschap werd hij, achter Felix Engelhardt en Mathias Vacek, derde in de wegwedstrijd. In 2023 won hij de Trofeo Alcide Degasperi, een eendagskoers op UCI-niveau. Daarnaast won hij dat jaar het puntenklassement in de Giro Next Gen, de Ronde van Italië voor beloften.
In 2024 werd De Pretto prof bij Team Jayco AlUla, nadat hij in het najaar van 2022 al stage had gelopen bij diezelfde ploeg. Zijn debuut voor de ploeg maakte hij in de Ruta de la Cerámica, waar ploeggenoot Michael Matthews won en hijzelf naar de dertiende plek sprintte. In de Muscat Classic, begin februari, werd hij tiende. Later die week sprintte hij, achter Amaury Capiot en Ide Schelling, naar de derde plek in de vierde etappe van de Ronde van Oman.

## Overwinningen
2023
Trofeo Alcide Degasperi
Puntenklassement Giro Next Gen
2024
1e etappe Ronde van Oostenrijk

## Resultaten in voornaamste wedstrijden
| Jaar | Ronde van Italië | Ronde van Frankrijk | Ronde van Spanje |
| ---- | ---------------- | ------------------- | ---------------- |
| 2024 |                  |                     |                  |
| 2025 | 77e              |                     |                  |

| Jaar | Milaan-San Remo | Luik-Bast.‑Luik | Ronde van Lombardije | Waalse Pijl |
| ---- | --------------- | --------------- | -------------------- | ----------- |
| 2024 | 28e             | opgave          | 35e                  | opgave      |
| 2025 | 74e             |                 |                      |             |

### Resultaten in kleinere rondes
| Jaar | Ronde van het Baskenland | Critérium du Dauphiné |
| ---- | ------------------------ | --------------------- |
| 2024 | opgave                   | 72e                   |

## Ploegen
- 2021 –  Beltrami TSA-Tre Colli
- 2022 –  Zalf Euromobil Fior
- 2022 –  Team BikeExchange-Jayco (stagiair vanaf 1 augustus)
- 2023 –  Zalf Euromobil Fior
- 2024 –  Team Jayco Alula
- 2025 –  Team Jayco AlUla

Balmer · Bauer · Bewley · Colleoni · Craddock · Durbridge · Edmondson · Grmay · Groenewegen · Groves · Hamilton · Hepburn · Howson · Jansen · Juul-Jensen · Kangert · Konysjev  · Maas · Matthews · Meyer · Mezgec · O'Brien · Peña · Reinders (vanaf 23/8) · Schultz · Scotson · Smith · Sobrero · Stewart · Yates · Bogusławski (stagiair) · De Pretto (stagiair) · Foldager (stagiair)
Berhe · Craddock · De Marchi · De Pretto · Dunbar · Durbridge · Engelhardt · Ewan · Foldager · Groenewegen · Hamilton · Harper · Hepburn · Jansen · Juul-Jensen · Maas · Matthews · Mezgec · O'Brien · Peña · Plapp · Porter · Quick · Reinders · Schmid · Scotson · Stewart · Walscheid · Yates · Zana